# Kelowna Wings
Kelowna Wings byl kanadský juniorský klub ledního hokeje, který sídlil v Kelowně v provincii Britská Kolumbie. V letech 1982–1985 působil v juniorské soutěži Western Hockey League. Zanikl v roce 1985 přestěhováním do Spokane, kde byl vytvořen tým Spokane Chiefs. Své domácí zápasy odehrával v hale Kelowna Memorial Arena s kapacitou 2 600 diváků. Klubové barvy byly červená a bílá.
Nejznámější hráči, kteří prošli týmem, byli např.: Wade Flaherty, Brent Gilchrist, Mick Vukota nebo Darcy Wakaluk.

## Přehled ligové účasti
Zdroj: 
- 1982–1985: Western Hockey League (Západní divize)